# هيثم المطروشي
هيثم المطروشي (مواليد 1 أكتوبر 1988) لاعب كرة قدم إماراتي يجيد اللعب في الوسط.
كانت بداياته مع نادي العروبة و لعب بعدها مع نادي الإمارات ونادي الفجيرة ونادي البطائح ونادي دبا الحصن.

## روابط خارجية
- هيثم المطروشي على موقع قاعدة بيانات كرة القدم.إي يو (الإنجليزية)
- هيثم المطروشي على موقع Soccerway.com (الإنجليزية)